# مژده بهار
مژده بهار نام یک آلبوم موسیقی اثر پرویز مشکاتیان با خوانندگی ایرج بسطامی، هنرمند ایرانی است که در سبک سنتی تهیه شده و دارای ۱۱ آهنگ است. این آلبوم توسط گروه عارف اجرا شده‌است.

## شرح

### فهرست آهنگ‌ها
| ردیف | آهنگ                                                 |
| ۱    | رنگ اصول                                             |
| ۲    | ساز و آواز                                           |
| ۳    | خزان                                                 |
| ۴    | تکنوازی سنتور ـ ساز و آواز                           |
| ۵    | سماع آوا                                             |
| ۶    | ساز و آواز                                           |
| ۷    | چهارمضراب شور ـ تصنیف طالع اگر مدد دهد (شعر از حافظ) |
| ۸    | ساز و آواز                                           |
| ۹    | گریلی شستی و هشتری                                   |
| ۱۰   | ساز و آواز                                           |
| ۱۱   | تصنیف گلعذار (شعر از حافظ)                           |

### اشعار

#### تصنیف طالع اگر مدد دهد (شعر از حافظ)
| طالع اگر مدد دهد دامنش آورم به کف     |  | گر بکشد زهی طرب ور بکشد زهی شرف        |
| طرف کرم ز کس نبست این دل پر امید من   |  | گرچه صبا همی برد قصه ی من به هر طرف    |
| از خم ابروی تو ام هیچ گشایشی نشد      |  | وه که در این خیال کج عمر عزیز شد تلف   |
| من به خیال زاهدی گوشه نشین و طرفه آنک |  | مغبچه ای ز هر طرف میزندم به چنگ و دف   |
| ابروی دوست کی شود ناز کش خیال من      |  | کس نزد است از این کمان تیر مراد بر هدف |

#### تصنیف گلعذار (شعر از حافظ)
| گلعذاری ز گلستان جهان ما را بس      |  | زین چمن سایه ی آن سرو روان ما را بس    |
| من و همصحبتی اهل ریا دورم باد       |  | از گرانان جهان رطل گران ما را بس       |
| قصر فردوس به پاداش عمل می بخشند     |  | ما که رندیم و گدا دیر مغان ما را بس    |
| بنشین بر لب جوی و گذر عمر ببین      |  | کین اشارت زجهان گذران ما را بس         |
| نقد بازار جهان بنگر و آزار جهان     |  | گر شما را نه بس این سود و زیان مارا بس |
| یار با ماست چه حاجت که زیادت طلبیم  |  | دولت صحبت آن مونس جان ما را بس         |
| حافظ از مشرب قسمت گله بی انصافی است |  | طبع چون آب و غزلهای روان ما را بس      |